# Kaspische Bachschildkröte
Die Kaspische Bachschildkröte (Mauremys caspica) ist eine Art der Bachschildkröten. Ihren Namen bekam sie von ihrem Verbreitungsgebiet in den Ländern östlich und südlich des Kaspischen Meeres.

## Merkmale
Die Kaspische Bachschildkröte besitzt dunkle Bauchseite und einen Rückenpanzer mit hellen Flecken. Sie wird 20 bis 25 cm groß.

## Verbreitung
Die Kaspische Bachschildkröte kommt im Osten Europas und im Norden Asiens vor. Das Verbreitungsgebiet erstreckt sich von den südlichen Teilen Russlands zwischen Kaukasus und Kaspischem Meer bis in die östliche Türkei und den Iran.
Lange Zeit wurde die Westkaspische Schildkröte (Mauremys rivulata) unter dem Namen Mauremys caspica rivulata als Unterart der Kaspischen Bachschildkröte angesehen. Mauremys rivulata kommt aber nur in einem westlich des Verbreitungsgebietes von Mauremys caspica gelegenen Gürtel vor, der von Südosteuropa und Griechenland über die westliche Türkei bis in den Libanon sowie nach Israel und Syrien reicht.

## Systematik

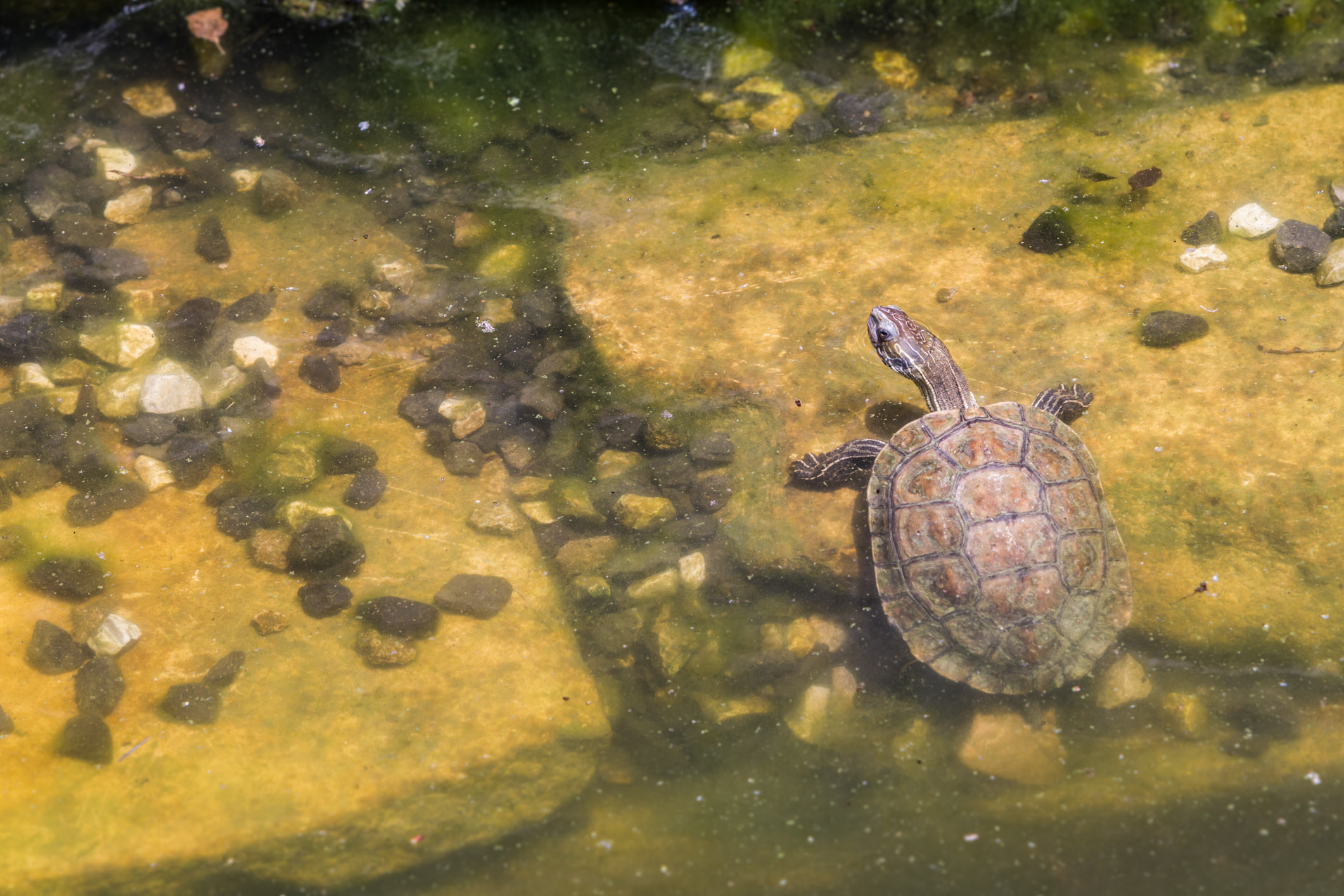
Arabische Bachschildkröte Mauremys caspica siebenrocki

Für die Kaspische Bachschildkröte sind drei Unterarten definiert worden, die von Nord nach Süd das Verbreitungsgebiet widerspiegeln:
- Ostkaspische Bachschildkröte (Mauremys caspica caspica) in den Ländern östlich des Kaspischen Meeres
- Persische Bachschildkröte (Mauremys caspica ventrimaculata) in der östlichen Türkei und im Nordiran
- Arabische Bachschildkröte (Mauremys caspica siebenrocki) im südlichen Iran, Libanon, Syrien und Israel

## Schutz und Gefährdung

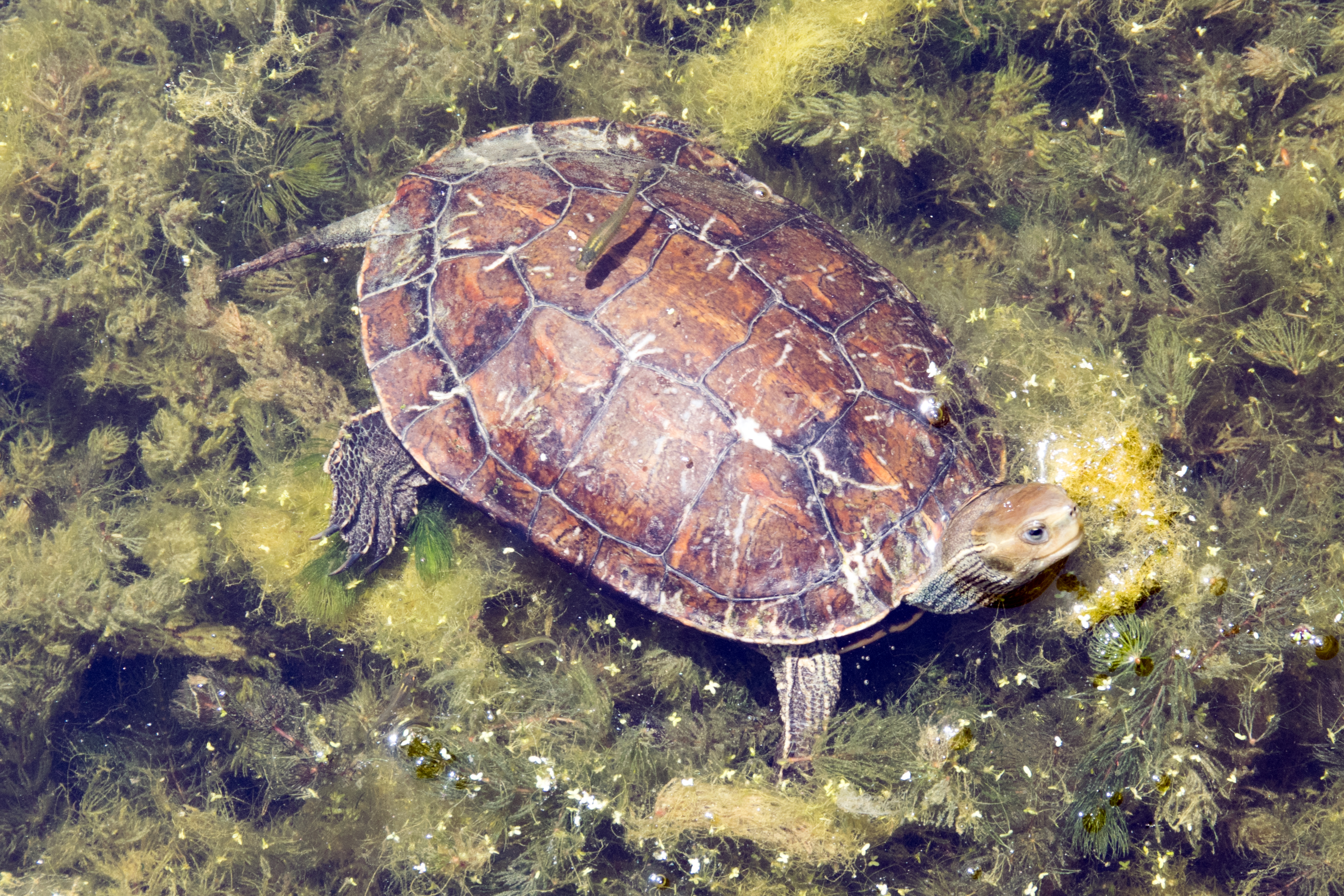
Ein ausgewachsenes Tier

Wissenschaftliche Untersuchungen legen nah, dass die Schildkröten auch durch die Verschmutzung ihres Lebensraumes gefährdet werden. Schwermetalle wie Quecksilber, Blei und Cadmium konnten im Gewebe von 60 Schildkröten nachgewiesen werden, die im Süden des Kaspischen Meeres gefangen wurden.
Die Kaspische Bachschildkröte wird von der Europäischen Union in den Anhängen II und IV der FFH-Richtlinie geführt und gilt damit als streng zu schützende Art von gemeinschaftlichem Interesse, für deren Erhaltung von den Mitgliedsstaaten besondere Schutzgebiete ausgewiesen werden müssen.
Die Weltnaturschutzorganisation IUCN hat bisher noch keine Einstufung zum konkreten Gefährdungsstatus vorgenommen.